# Joseph Mecke

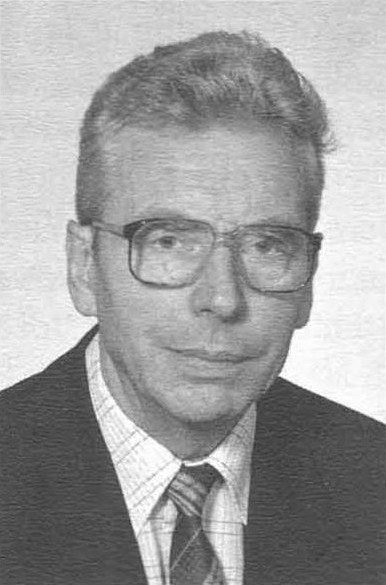
Joseph Mecke (2002)

Joseph Mecke (* 18. Februar 1938 in Niederorschel; † 20. Februar 2014 in Zeulenroda) war ein deutscher Mathematiker. Er wirkte von 1961 bis 2003 an der Friedrich-Schiller-Universität Jena. Er arbeitete auf dem Gebiet der Stochastik und hatte maßgeblichen Anteil an der Vertiefung der Theorie der Punktprozesse und der stochastischen Geometrie.

## Leben
Joseph Mecke wurde 1938 in Niederorschel/Thüringen geboren. Nach dem Abitur studierte er von 1956 bis 1961 Mathematik an der Friedrich-Schiller-Universität Jena. Anschließend war er dort als Assistent tätig. Er wurde 1964 mit einer Arbeit über Punktprozesse (betreut von Johannes Kerstan und Klaus Matthes) promoviert und habilitierte sich 1969. Im Jahr 1977 wurde er zum Professor für Wahrscheinlichkeitstheorie und mathematische Statistik an der Universität Jena berufen. Neben seiner wissenschaftlichen Tätigkeit war er ein besonders engagierter akademischer Lehrer. 2003 wurde er emeritiert. Auch danach widmete er sich bis kurz vor seinem Tod weiterhin intensiv der stochastischen Geometrie. Er starb 2014.

## Wissenschaftliches Wirken
Schwerpunkte der wissenschaftlichen Arbeit von Joseph Mecke waren zufällige Punktprozesse und zufällige Maße sowie später die stochastische Geometrie. Unter seinen Beiträgen zur Theorie der zufälligen Punktprozesse sind vor allem die Mecke-Gleichung (oft zitiert als Slivnyak-Mecke Theorem) zur Charakterisierung Poissonscher Punktprozesse und das Campbell-Mecke Theorem (auch zitiert als Refined Campbell Theorem) für Palmsche Maße hervorzuheben. Ab Ende der 1970er-Jahre wandte sich Joseph Mecke – über Jahre gemeinsam vor allem mit Dietrich Stoyan – der Anwendung zufälliger Punktprozesse und zufälliger Maße in der stochastischen Geometrie zu. Er konzentrierte sich zunehmend auf zufällige Mosaike. Joseph Mecke publizierte Arbeiten zu Mittelwerten stationärer zufälliger Mosaike, zu Poissonschen Geradenmosaiken und zu STIT-Mosaiken.

## Auszeichnungen
- 1971: Nationalpreis der DDR III. Klasse für Wissenschaft und Technik

## Schriften
- Mecke, J. (1967). Stationäre zufällige Maße auf lokalkompakten Abelschen Gruppen. Z. Wahrscheinlichkeitsth. 9, 36-58.
- Mecke, J. (1968). Eine charakteristische Eigenschaft der doppelt stochastischen Poissonschen Prozesse. Z. Wahrscheinlichkeitsth. 11, 74-81.
- Mecke, J. (1968). Invarianzeigenschaften allgemeiner Palmscher Maße. Math. Nachr. 65, 335-344.
- Kerstan, J.; Matthes, K.; Mecke, J. (1974). Unbegrenzt teilbare Punktprozesse. Akademie-Verlag, Berlin, (Englische Übersetzung: Matthes, Klaus; Kerstan, Johannes; Mecke, Joseph Infinitely divisible point processes. John Wiley & Sons, Chichester-New York-Brisbane, 1978. Russische Übersetzung: Безгранично делимые точечные процессы, Mir, Moskau 1982)
- Mecke, J. (1980). Palm methods for stationary random mosaics. In Combinatorial Principles in Stochastic Geometry, Hrsg.: R. V. Ambartzumian, Armenian Academy of Science, Erevan, 124-132.
- Mecke, J. (1984). Parametric representation of mean values for stationary random mosaics. Math. Operationsforsch. Statist. Ser. Statist. 15, 437-442.
- Mecke, J. (1984). Random tessellations generated by hyperplanes. In Stochastic Geometry, Geometric Statistics, Stereology, Hrsg.: R. V. Ambartzumian und W. Weil, Teubner, Leipzig, 104-109.
- Stoyan, D.; Kendall, W. S.; Mecke, J. (1995). Stochastic Geometry and Its Applications, 2nd edn. John Wiley, New York. (Dritte Auflage: Chiu, Sung Nok; Stoyan, Dietrich; Kendall, Wilfrid S.; Mecke, Joseph, Stochastic geometry and its applications. Wiley Series in Probability and Statistics. John Wiley & Sons, Ltd., Chichester, 2013)
- Mecke, J.; Nagel, W.; Weiss, V. (2008). A global construction of homogeneous random planar tessellations that are stable under iteration. Stochastics 80, 51–67.